# Candidiano (conselheiro de Ataulfo)
Candidiano (em latim: Candidianus) foi um oficial romano do começo do século V que esteve a serviço do rei visigótico Ataulfo (r. 410–415). Como seu conselheiro, encorajou o casamento dele com a princesa romana Gala Placídia, que era refém dos visigodos desde o Saque de Roma de 24 de agosto de 410. Para Hagith Sivan, Candidiano pode ter sido membro da extensa família narbonesa do usurpador Jovino (r. 411–413) ou um oportunista que tentou melhorar sua fortuna e posição ao servir os godos.